# Walter Edwin Arnoldi
Walter Edwin Arnoldi (* 14. Dezember 1917 in New York City; † 5. Oktober 1995) war ein US-amerikanischer Maschinenbau-Ingenieur, bekannt für eine Arbeit zur numerischen linearen Algebra.
Arnoldi machte 1937 seinen Bachelor-Abschluss als Ingenieur am Stevens Institute of Technology und studierte danach an der Harvard University mit dem Master-Abschluss 1939 (M.S.). Danach arbeitete er 1939 bis zum Ruhestand 1977 als Ingenieur bei der United Aircraft Corporation, für die er vor allem Berechnungen zu mechanischen und aerodynamischen Eigenschaften von Flugzeugkonstruktionen anstellte. Dabei musste er auch Probleme der Linearen Algebra lösen, was zu seiner Entwicklung des nach ihm benannten Arnoldi-Verfahrens führte, das er 1951 veröffentlichte. Er wurde leitender Ingenieur in der Hamilton Standard Division der United Aircraft Corporation.

## Schriften
- The principle of minimized iterations in the solution of the eigenvalue problem, Quarterly of Applied Mathematics, Band 9, 1951, S. 17–29